# Porta (raper)
Christian Jiménez Bundó, més conegut pel seu pseudònim artístic «Porta», (Sarrià, Barcelona, 2 de juliol de 1988) és un MC català que interpreta música rap en castellà. Aquest cantant i autor de rap, es va fer més conegut per les maquetes “No es cuestión de edades” que la va fer el 2006 i per la de “No hay truco” treta un any després, el 2007. Aquestes dues maquetes es van expandir molt per internet i va ser llavors quan es va donar més a conèixer.
Les seves majors influències són Kase-O, Nach, Santaflow, Isusko i Eminem.

## Biografia
Porta va començar a gravar cançons de rap quan tenia onze anys, compilant les seves demos i cançons i lliurant el seu primer àlbum, "No Es Cuestión de Edades", el 2006. A això li va seguir "No Hay Truco" el 2007. Un vídeo de dibuixos animats de "Dragon Ball Rap" va atreure més de 5 milions de visites a Internet.
Ell es descriu a si mateix com un producte d'Internet, ja que molta de la seva fama l'ha obtinguda de llocs web d'internet com MySpace i YouTube. Ha batut rècords en descàrregues a la xarxa.
La discogràfica Universal va oferir un contracte a Porta, amb el qual va lliurar el seu àlbum de debut "En Boca de Tantos", el 2008, que va arribar al "top ten" a la llista espanyola. La pista del títol de l'àlbum va ser llançada com el primer senzill.
El desembre de 2008 va actuar amb el senzill "En Boca de Tantos" en una competició espanyola "Disco del Año 2008" perquè va ser el més votat de la pàgina web de la competició.

## Cançó sobre el maltractament de la dona
Una de les cançons més coneguda és La Bella y La Bestia que tracta sobre el maltractament de la dona. Narra la història d'una parella feliç, però al mateix temps la "Bèstia" (que és el marit) és infidel a la "Bella" (que és la dona). Ella vol escapar i no estar amb ell, perquè la comença a maltractar, però aguanta perquè el segueix estimant. Al cap de moltes pallisses ella decideix marxar i llavors la "Bestia" (ell) diu : Si no eres mía no serás de nadie más, ¿entiendes?. En aquest punt és quan la "Bella" entén que s'ha equivocat, però ja és massa tard. Com diu Porta a la cançó: Pefiero no contaros el final...
Aquesta cançó va ser creada el 2009. Pertany a la maqueta de Trastorno Bipolar i té una durada de 5:09 minuts.
Hi col·labora Norykko, cantant la tornada de la cançó.

## Problemes de la seva música
Porta va ser molt criticat per la cançó de "nois vs noies" on critica molt l'estètica i parla sobre el tema de l'àmbit sexual de les noies de la seva edat. La lletra de la cançó va ser censurada i a més a més l'Institut Nacional de la Dona va enviar una carta de protesta. Ell, en forma de resposta a totes les crítiques que li havien fet, va crear una altra cançó.
Un altre inconvenient, podríem dir-ho així, és que normalment els rapers són gent de carrer que parlen sobre les injustícies de la vida i problemes amb la societat, però diuen que Porta prové d'un barri acomodat, i que menysprea l'estètica del rap, però igualment hi ha molta gent que el segueix i a qui li agrada la seva música.

## Discografia
- "No es cuestión de edades" (2006)
- "No hay truco" (2007)
- "En boca de tantos" (2008)
- "Trastorno bipolar" (2009)
- "RESET" (2012)
- "Algo ha cambiado" (2014)
- "Equilibrio" (2016)